# رادوستین (ناحیه هاولیتشکوف برود)
رادوستین (به چکی: Radostín) یک منطقهٔ مسکونی در جمهوری چک است که در ناحیه هاولیتشکوف برود واقع شده‌است. رادوستین ۴٫۳۳ کیلومتر مربع مساحت و ۱۵۹ نفر جمعیت دارد و ۵۵۰ متر بالاتر از سطح دریا واقع شده‌است.